# Holzhausen (Stormbruch)
Koordinaten: 51° 20′ 53″ N, 8° 42′ 52″ O
Holzhausen ist eine Wüstung in der Gemarkung von Stormbruch in der nordhessischen Gemeinde Diemelsee. Der Ort wurde 1025 erstmals urkundlich erwähnt.

## Geographische Lage
Der Ort lag auf etwa 415 Meter über Normalhöhennull etwa 1 Kilometer östlich von Stormbruch.

## Geschichte
Holzhausen wurde im Jahre 1025 erstmals urkundlich erwähnt. Im Verlauf der Geschichte wechselte die Schreibweise des Ortsnamens mehrfach. Die bisher bekannten urkundlichen Zeugnisse finden sich in folgender Übersicht:
- Holthuson (1025) [12. Jahrhundert Vita Meinwerci, hrsg. von Guido M. Berndt, S. 142–143, Cap. 93, Vita Meinwerci, in: MGH Scriptores rerum Germanicarum in usum scholarum 59: Tenckhoff, S. 53, Cap. 94]
- Holthusun (1015–1036) [12. Jahrhundert Vita Meinwerci, hrsg. von Guido M. Berndt, S. 116–117, Cap. 38, Vita Meinwerci, in: MGH Scriptores rerum Germanicarum in usum scholarum 59: Tenckhoff, S. 38, Cap. 40]
- Holczhusin (1332–1344) [Urkunden zur Geschichte der Fürstenthümer Waldeck und Pyrmont, bearb. von Louis Curtze, o. J., Exemplar in der Dienstbibliothek des Hessischen Staatsarchivs Marburg, S. 39–50, Nr. 31, hier S 49]

Im Jahre 1025 übertrug eine Gläubige namens Hildelin eine Hofstätte mit 40 Morgen Land und allem, was dazu gehörte, dem Bistum Paderborn. 1015–1036 übergab der Priester Wecil aus Rhoden dem Bistum Paderborn die Güter, die er im Ort und in der Feldmark Holzhausen besaß. Um 1332–1344 war Arnold von Hottepe von den Grafen von Waldeck mit drei Hufen in Holzhausen belehnt.